# Parc animalier de la lande de Lunebourg
Le parc animalier de la lande de Lunebourg (en allemand : Wildpark Lüneburger Heide) est un parc animalier près de Nindorf, commune de Hanstedt, dans le Land de Basse-Saxe en l'Allemagne. Le parc abrite environ 1 000 animaux de plus de 120 espèces sur une superficie de 61 hectares. Le parc est ouvert toute l'année.

## Attractions
Le parc est spécialisé dans les espèces animales de l'hémisphère nord, telles que le loup gris, le loup arctique, l'ours brun, l'ours kodiak, le lynx, le wapiti, le cerf élaphe, le renne, l'orignal, le cerf sika, le bouquetin, le chamois et le sanglier.
Deux tigres de Sibérie, Alex et Ronja, vivent dans un espace de 3400 m2 ouvert en juin 2010. L'exposition comprend un affleurement rocheux sur lequel les tigres peuvent grimper et des étangs pour nager. Les visiteurs peuvent observer les tigres à travers une galerie de 26 mètres comprenant des sections de verre pare-balles pour observer les animaux. 
Le zoo pour enfants comprend des chèvres et des cerfs, et les enfants de tous âges peuvent caresser et nourrir les animaux. 

## Conservation
Le parc participe à des programmes internationaux de conservation de la faune pour les loutres, les grues à couronne rouge, les pygargues à queue blanche, les léopards des neiges, les bœufs musqués, les visons et les bisons d'Europe.

## Éducation
D'avril à octobre, le parc propose des animations pédagogiques : L'animal mon ami, qui met en avant la capacité d'apprentissage des rapaces et autres animaux ; Les chasseurs de l'air, dans lesquels les fauconniers montrent la rapidité et l'agilité des aigles, des faucons et des vautours dans les airs ; Faszination Wolf, une conférence sur les ancêtres de nos chiens domestiqués à l'enclos des loups ; et le nourrissage des loutres.
Des visites guidées sont proposées gratuitement aux groupes scolaires.